# Station Gårde
Station Gårde is een spoorweghalte in het Deense Gårde in de gemeente Varde. Tot 1970 had Gårde de status van station. Het ligt aan de lijn Esbjerg - Struer. 